# グレアム・バショップ
グレアム・バショップ（Graeme Bachop、1967年6月11日 - ）は、ニュージーランドの元ラグビー選手。

## プロフィール
- ニュージーランドクライストチャーチ出身。
- 現役時代のポジションはスクラムハーフ(SH)[1]。
- ニュージーランド代表通算キャップ数は31でラグビーワールドカップ1991・ラグビーワールドカップ1995のニュージーランド代表に選ばれた[2]。
- 日本代表通算キャップ数は8でラグビーワールドカップ1999の日本代表に選ばれた[3]。

甥のジャクソン・ガーデンバショップもラグビー選手

## 略歴
カンダベリーを経て、1997年、サニックス(現・宗像サニックスブルース)に加入。
2001年、現役を引退した。
現在はニュージーランドで建築業を営んでいる。